# Tomasz Biernacki (inżynier)

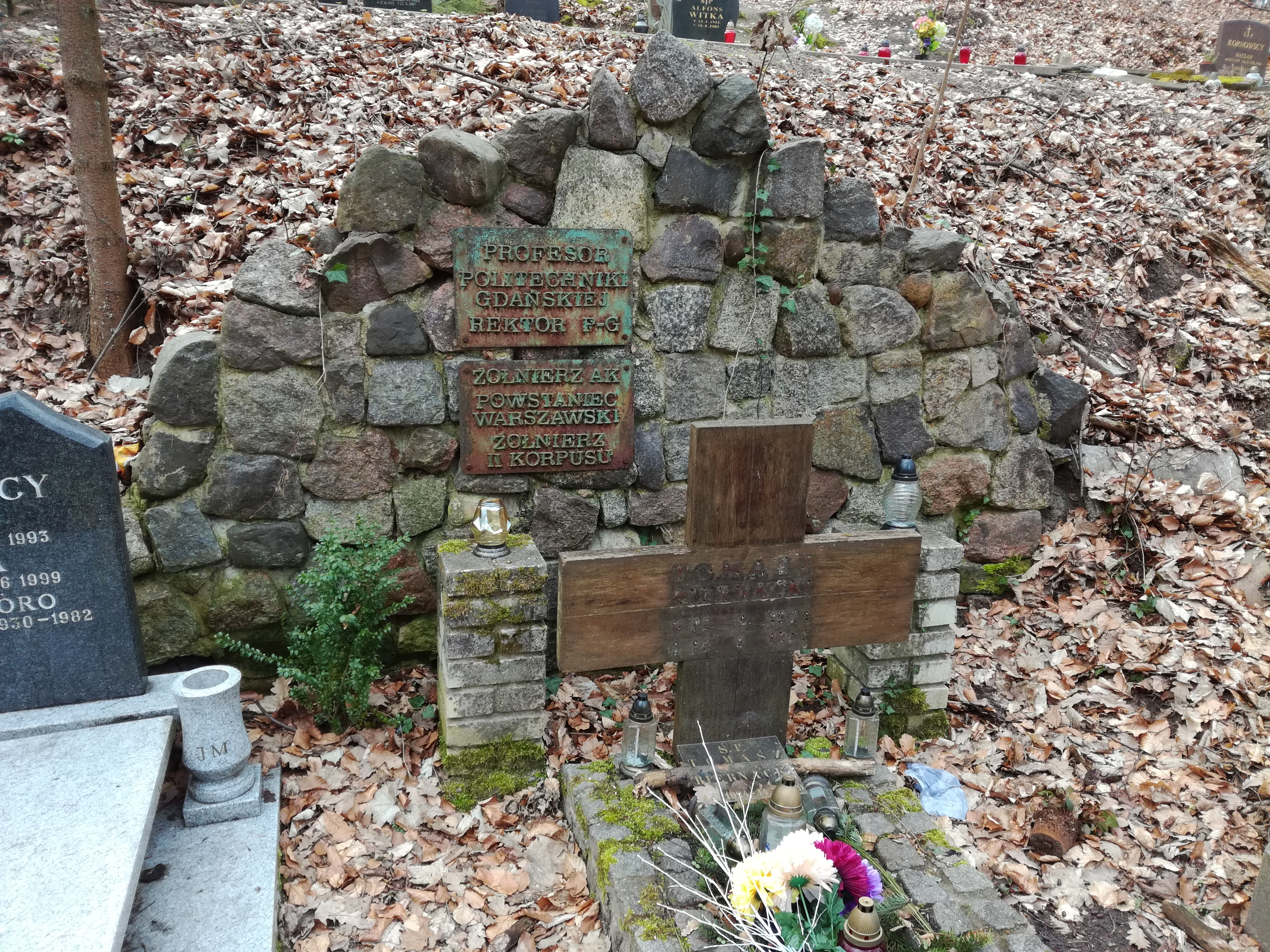
Grób profesora Tomasza Biernackiego na cmentarzu Srebrzysko w Gdańsku

Tomasz Biernacki (ur. 12 marca 1924 w Gródkowie, zm. 14 maja 1989 w Gdańsku) – polski pracownik naukowy, wykładowca i rektor (1975–78) Politechniki Gdańskiej.

## Życiorys
Studia rozpoczął w czasie wojny, na tajnych kompletach Politechniki Warszawskiej. Następnie przystąpił do Armii Krajowej i walczył w powstaniu warszawskim, po upadku którego trafił do oflagu. Po oswobodzeniu trafił do 2 Korpusu Polskiego gen. Andersa we Włoszech.
Po wojnie, dzięki stypendium polskiego Ministerstwa Spraw Zagranicznych, ukończył studia na Politechnice Mediolańskiej.
W 1953 rozpoczął pracę na Politechnice Gdańskiej, w lutym 1960 obronił doktorat (promotorem pracy pt. Dobór elementów systemu energetycznego – metoda rachunku analitycznego był prof. Kazimierz Kopecki). W tym samym roku wyjechał do Kanady na staż w firmie Surveyer, Neninger & Chênevert. W celach naukowych wyjeżdżał już wcześniej – w 1958 uczestniczył w Światowym Kongresie Energetyków w Montrealu.
Po powyższej konferencji Biernackim zainteresowało się SB, zakładając sprawę rozpracowania agenturalnego o kryptonimie „Tomasz-G”. Kontakt nawiązano w listopadzie 1959. Rozmowy trwały do kwietnia 1960, kiedy ostatecznie podpisano zobowiązanie do współpracy – pod pseudonimem „Tomasz”. Praca miała odbywać się „po linii naukowo-technicznej”.
W firmie Surveyer w niedługim czasie objął stanowisko szefa Wydziału Inżynierii Mechanicznej, jednocześnie regularnie kontaktował się z wywiadem PRL. Ostatnie zadanie otrzymał w marcu 1961.
7 kwietnia 1961 zostaje aresztowany przez Kanadyjską Królewską Policję Konną (RCMP). Podczas śledztwa poszedł na współpracę z kanadyjskim wymiarem sprawiedliwości, ujawniając policji szczegóły swojej pracy.
O aresztowaniu Biernackiego władze PRL dowiedziały się z prasy kanadyjskiej. Po wielokrotnych interwencjach został zwolniony i zamieszkał w konsulacie w Montrealu, gdzie oczekiwał na sprawę sądową. W tym czasie raportował o przebiegu śledztwa i działaniach RMCP. 24 stycznia 1962 proces „Tomasza” kończy się zwolnieniem z odpowiedzialności karnej i powrotem do Polski.
W 1965 uzyskuje stopień doktora habilitowanego, w 1970 – prof. nadzwyczajnego. Od 1958 był prorektorem, a w latach 1975–1978 rektorem Politechniki Gdańskiej. W latach 1978–81 pełnił z kolei funkcję podsekretarza stanu w Ministerstwie Nauki, Szkolnictwa Wyższego i Techniki.
Odznaczony między innymi Krzyżem Kawalerskim i Krzyżem Oficerskim Orderu Odrodzenia Polski, Krzyżem Kawalerskim Francuskiej Legii Honorowej, Medalem Komisji Edukacji Narodowej, Medalem za Warszawę 1939–1945, Warszawskim Krzyżem Powstańczym, Krzyżem Armii Krajowej, Krzyżem Partyzanckim. Był członkiem PZPR, działał także w ZBoWiD i Towarzystwie Przyjaźni Polsko-Radzieckiej.
Pochowany na Cmentarzu Srebrzysko w Gdańsku (rejon XI, taras V, rząd 1).